# 鄭興 (弘治進士)
鄭興（1454年—？），字世隆，河南汝寧府上蔡縣人，民籍，明朝政治人物。

## 生平
河南鄉試第六十九名舉人。弘治六年（1493年）中式癸丑科會試第一百四十八名，三甲第一百二十五名進士。七年任湖廣枣阳县知县。

## 家族
曾祖鄭思孝；祖父鄭中；父鄭禮，母王氏。永感下。